# Abdullah Al-Mayouf
Abdullah Al-Mayouf est un footballeur saoudien né le 23 janvier 1987 à Riyad. Il évolue au poste de gardien de but.

## Carrière

### En sélection
Il est convoqué avec la sélection saoudienne pour disputer la Coupe du monde 2018 qui se déroule en Russie.

## Palmarès
- Championnat d'Arabie saoudite : 2016, 2017, 2020, 2021, 2022, 2023
- Coupe de la Fédération d'Arabie saoudite : 2007
- Coupe d'Arabie saoudite : 2007, 2015
- Coupe du Golfe des clubs champions : 2008
- Coupe du Roi des champions d'Arabie saoudite : 2011, 2012, 2016, 2017, 2020, 2023
- Ligue des Champions de l'AFC : 2019,  2021